# Planarivora insignis
Planarivora insignis är en tvåvingeart som beskrevs av Hickman 1965. Planarivora insignis ingår i släktet Planarivora och familjen platthornsmyggor. Inga underarter finns listade i Catalogue of Life.